# 高久順
高久 順（たかく じゅん、1984年5月12日 - ）は、東京都出身のプロバスケットボール選手である。ポジションはフォワード。193cm、90kg。

## 人物・来歴
能代工業高校でインターハイ2回、ウィンターカップ1回優勝。同期に内海慎吾ら。
法政大学でも1年でインカレに出場。3年では関東インカレ優勝。4年では関東インカレ敢闘賞を受賞する。
卒業後の2007年、クラブチームの琴丘体協に入団。全日本クラブ選手権優勝を果たす
2008年、高校時代の恩師である加藤三彦がヘッドコーチに就任したリンク栃木ブレックスに入団。
2009年、リンク栃木ブレックス退団。同年、育成ドラフト1位で京都ハンナリーズに指名されるが、実業団のアペックスに入社する。

## 経歴
- 晴海中学校- 能代工業高 - 法政大学 - 琴丘体協 - 栃木(2008年〜2009年)